# Paul Fredericq

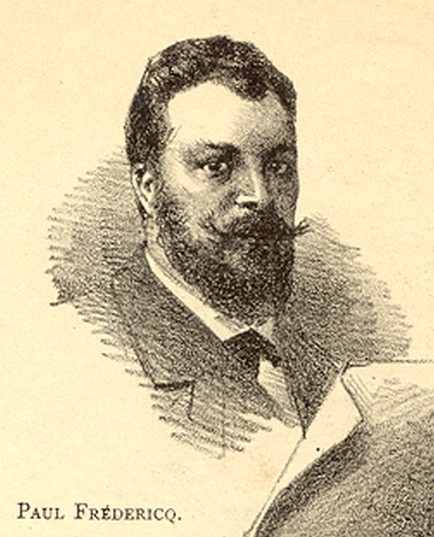
Paul Fredericq door Willy Steelink.

Paul Fredericq (Gent, 12 augustus 1850 – aldaar, 23 maart 1920) was een Belgische geschiedkundige van de Universiteit van Gent.

## Biografie

### Afkomst en opleiding
Paul Fredericq is geboren in de Sleepstraat in Gent als zoon van Caesar Alexandre Fredericq (Nevele, 14 mei 1817 – Gent, 3 januari 1887) en Mathilde Huet. Zijn vader was arts ('volksdokter') en auteur van werken over staatkunde, godsdienst en geneeskunde. en tevens telg van de prestigieuze, intellectuele Gentse familie Fredericq die bekendstond om haar liberale en Vlaamsgezinde gedachtegoed. César Alexandre Fredericq was ook de vader van fysioloog Léon Fredericq en oom van rechtsgeleerde Louis Fredericq.
Paul studeerde aan het Koninklijk Atheneum van Gent, waar hij beïnvloed werd door Max Rooses en Jacob Heremans. In 1871 behaalde hij zijn diploma van leerkracht aan de normaalschool verbonden aan de Universiteit van Luik. Hij gaf les aan het stadscollege van Mechelen en aan de Koninklijke Athenea van Aarlen en Gent. Later werd hij hoogleraar aan de Universiteit van Luik. In 1875 behaalde hij een speciaal doctoraat in de Historische wetenschappen, met zijn studie “Essai sur le rôle politique et social des ducs de Bourgogne dans les Pays-Bas”.

### Beroepsleven
In 1883, nadat Jacob Heremans emeritus was geworden, verkreeg Fredericq een betrekking bij de Gentse universiteit. Hij doceerde Nederlandse letteren en gaf praktische lessen over de Belgische geschiedenis. Zijn gemoedelijke natuur bracht hem ertoe ook in zijn eigen huis les te geven tussen pot en pint. Het is waarschijnlijk gedurende deze periode dat hij bevriend geraakte met de studenten van “t zal wel gaan”. In Gent woonde hij toen in het Gewad, aan de Coupure en in de Notarisstraat (waar een gedenkplaat hangt). Ook kreeg een straat, die uitkomt op de Koning Albertlaan, zijn naam.

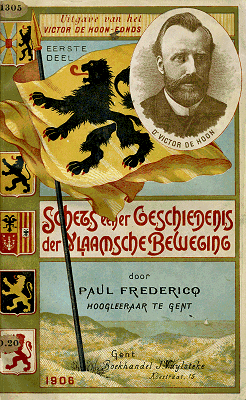
Schets eener Geschiedenis der Vlaamsche Beweging (1906), J.Vuylsteke, Gent

Fredericq was zeer bedrijvig in de liberale vleugel van de Vlaamse Beweging. Tijdens de periode 1891-1895 was hij, als liberaal lid van de gemeenteraad, voorzitter van de lokale afdeling van het Willemsfonds. Hij werd tevens hoofdredacteur van het liberale tijdschrift “Het Volksbelang”. Hij maakte deel uit van het comité dat op 7 november 1892 “Hooger Onderwijs voor het Volk in de moedertaal, uitgaande van de Hoogeschool van Gent” oprichtte, waarmee getracht werd de opleidingskloof te overbruggen tussen de elites en de arbeidersklasse. Al snel werden ook in Aalst dergelijke lessen gestart en vervolgens ook in vele andere steden.
Fredericq verwierf een niet te verwaarlozen betekenis in de geschiedenis van de strijd om het Nederlands een plaats te geven in het Belgische onderwijssysteem. Zijn bedrijvigheid culmineerde in een “Schets eener Geschiedenis der Vlaamsche Beweging” (1906-1909), een korte geschiedenis van de Vlaamse Beweging.

### 1914-1920
Tijdens de Eerste Wereldoorlog verzette hij zich tegen de Duitse bezetter, wat tot zijn aanhouding in 1916 leidde, waarna hij naar Duitsland gedeporteerd werd. Fredericq ontpopte zich in de oorlog als een onverzoenlijke tegenstander van de bezetter, niet bereid tot een pragmatische houding in het voordeel van Vlaanderen. In zijn dagboek vervloekte hij al op 20 augustus 1914 keizer Wilhelm II als “volkenmoordenaar”. Tot een conflict van ernstige omvang kwam het pas toen de Duitse gouverneur-generaal Moritz von Bissing op de vervanging van onwillige docenten aanstuurde om de voorgenomen vernederlandsing van de Gentse Universiteit - onderdeel van de Flamenpolitik van de bezetter - te kunnen doordrijven. Op een in februari 1916 naar de hoogleraren gestuurde vragenlijst over het onderwijs in het Nederlands, antwoordde Fredericq op de vragen of ze daartoe “in staat” waren met: “capable, mais pas en mesure”. Fredericq en Henri Pirenne werden ontdekt als aanvoerders van het verzet tegen de vernederlandsing van de universiteit en werden gedeporteerd. Deze beproeving verzwakte Fredericq zowel fysiek als mentaal.
Na de oorlog, in 1919, werd hij rector van de Gentse universiteit. Na enkele weken gaf hij echter al zijn ontslag, ontmoedigd door Vlaamsvijandige reacties.

## Geschied- en letterkundig werk

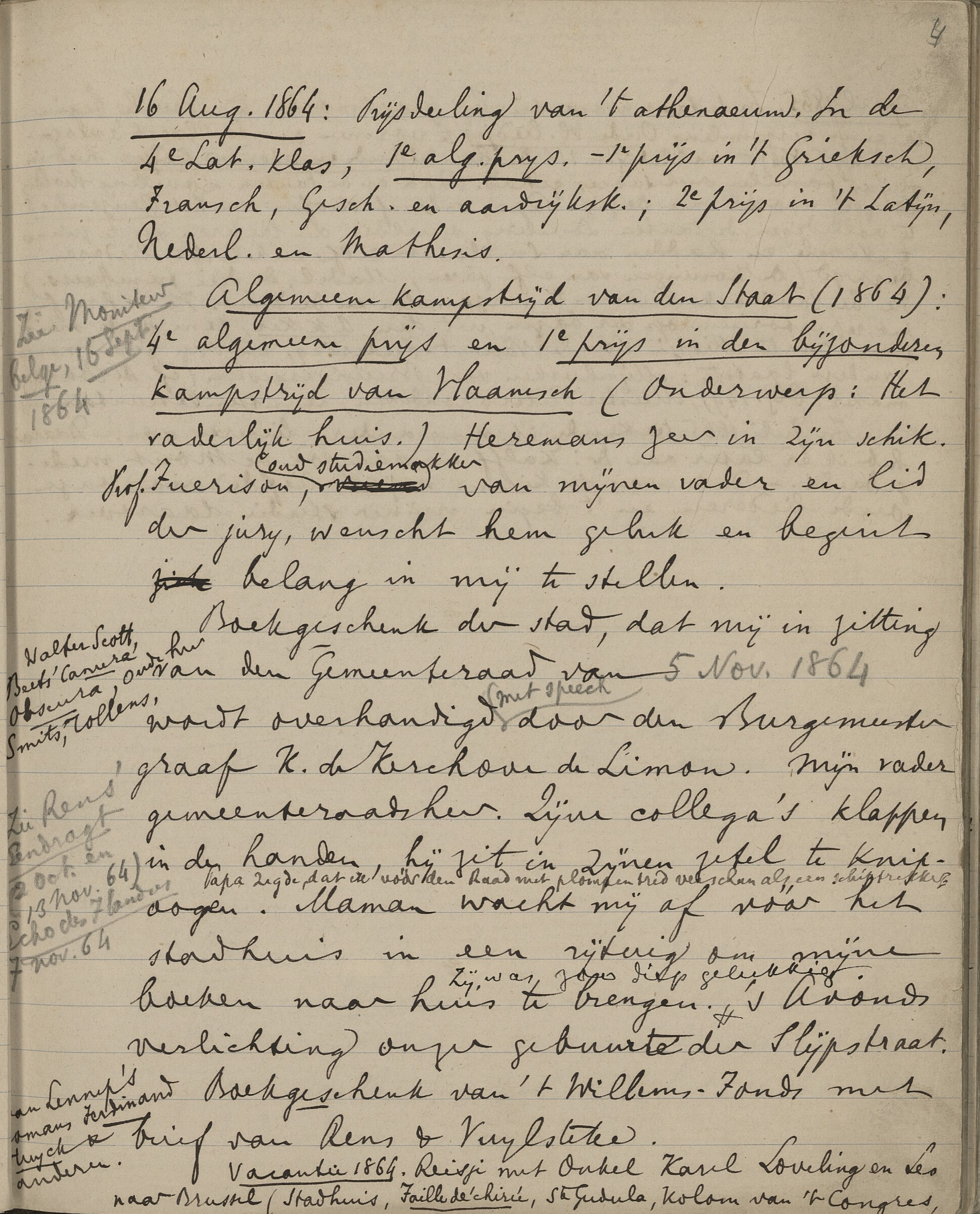
Fragment uit de autobiografie van Paul Frederciq. Geschreven tussen 1850-1919.

Fredericq schreef onder meer bijdragen in de Gentsche Studentenalmanakken, Het Nederduitsch Tijdschrift, Het Nederlandsch Museum, De Toekomst, het Jaarboek van het Willemsfonds, De Nederlandsche Spectator, het Tijdschrift voor Nederlandsche Taal- en Letterkunde. Naast verschillende geschied- en letterkundige Nederlandse werken, schreef hij ook verschillende Franse werken. In zijn artikel over De Geheimzinnige Ketterin Bloemaerdinne probeerde hij te bewijzen dat deze de mystica Hadewych was.

## Uitgaven
- 1874: Bertha, kamerspel in twee bedrijven, Gent
- 1876: Album van den historischen stoet der Pacificatie van Gent
- 1881: Marnix en zijne Nederlandsche geschriften, Gent
- 1885: De Nederlanden onder Keizer Karel, Eerste deel: De dertig eerste jaren der 16e eeuw, Gent
- 1889: Verzameling van stukken betreffende de pauselijke en bisschoppelijke inquisitie in de Nederlanden, uitgegeven door Dr. Paul Fredericq, gewoon hoogleeraar aan de faculteit van wijsbegeerte en letteren der Hoogeschool van Gent en zijne leerlingen, Gent
- 1894: Onze historische Volksliederen, Gent/’s-Gravenhage
- 1897: Geschiedenis der Inquisitie, Gent/’s-Gravenhage
- 1906/09: Schets eener Geschiedenis der Vlaamsche Beweging, in 3 delen, Gent.

## Voetnoten
1. ↑  J.G. Frederiks en F. Jos. van den Branden, Biographisch woordenboek der Noord- en Zuidnederlandsche letterkunde, Amsterdam, 1888-1891, blz. 259.
2. ↑  Blondeau, Roger-A. (1991): Wetenschap in de taal der Vlamingen, Gent: Reinaert-Het Volk, p. 301-302
3. ↑  Paul Fredericq (1908): Schets eener geschiedenis der Vlaamsche Beweging, II, p. 99-103. Gent, Vuylsteke-Hoste
4. ↑  K. ter Laan, Letterkundig woordenboek voor Noord en Zuid,, Den Haag/Djakarta, 1952 (tweede druk), blz. 162.
5. ↑  Leo Molenaar, Marcel Minnaert, astrofysicus 1893-1970, De rok van het universum, Amsterdam en Leuven, 2003, blz. 97.
6. ↑  Leo Molenaar,  Marcel Minnaert, astrofysicus 1893-1970, De rok van het universum, Amsterdam en Leuven, 2003, blz. 110.
7. ↑  Autobiografie 1850-1919, met bijlagen. lib.ugent.be. Geraadpleegd op 28 augustus 2020.
8. ↑  J.G. Frederiks en F. Jos. van den Branden, Biographisch woordenboek der Noord- en Zuidnederlandsche letterkunde, Amsterdam, 1888-1891, blz. 259.

- Bibliothèque nationale de France: cb12951578k (data)
- Biografisch Portaal: 16059929
- Digitale Bibliotheek voor de Nederlandse Letteren: fred002
- Gemeinsame Normdatei: 11907236X
- International Standard Name Identifier: 0000 0000 8343 6221
- Library of Congress Control Number: n50025673
- Nationale Bibliotheek van Tsjechië: mub20211120600
- Nationale Bibliotheek van Israël: 987007463572405171
- Nederlandse Thesaurus van Auteursnamen: 069968586
- SNAC: w63b60pf
- Système universitaire de documentation: 067016553
- Trove: 826830
- Virtual International Authority File: 51821920
- WorldCat: E39PBJxcTdHfKPJjTqvPk9pgKd